# Dolna Krușița
Dolna Krușița (în bulgară Долна Крушица) este un sat în ObștinaPetrici, Regiunea Blagoevgrad, Bulgaria.

## Demografie
Componența etnică a satului Dolna Krușița
     Bulgari (98,45%)
     Nicio identificare (1,54%)
     Altele (0%)
La recensământul din 2011, populația satului Dolna Krușița era de 194 locuitori. Din punct de vedere etnic, majoritatea locuitorilor (98,45%) erau bulgari. Pentru 1,54% din locuitori nu este cunoscută apartenența etnică.